# المشاركة العربية في الألعاب الأولمبية الصيفية 1968
هذه القائمة مخصصة لتوثيق مشاركة الدول العربية في الألعاب الأولمبية الصيفية 1968، حيث شارك 88 رياضياً من قرابة 5,516 في هذه الدورة من الألعاب الأولمبية الصيفية التي أُقيمت في مكسيكو. شهدت الدورة مشاركة الكويت وليبيا لأول مرة.

## أصحاب الميداليات
| الميدالية | الاسم        | الرياضة     | المُسابقة        | التاريخ   |
| --------- | ------------ | ----------- | --------------- | --------- |
| ذهبية     | محمد القمودي | ألعاب القوى | سباق 5000 متر   | 17 أكتوبر |
| برونزية   | محمد القمودي | ألعاب القوى | سباق 10.000 متر | 13 أكتوبر |

## مراكز الدول العربية
| الترتيب | منتخب   | ذهبية | فضية | برونزية | المجموع |
| ------- | ------- | ----- | ---- | ------- | ------- |
| 28      | تونس    | 1     | 0    | 1       | 2       |
| المجموع | المجموع | 1     | 0    | 1       | 2       |

## المشاركون
كان عدد الرياضيين العرب المشاركين في الألعاب الأولمبية لسنة 1968 كالاَتي:
- مصر (30)
- المغرب (24)
- لبنان (11)
- تونس (7)
- السودان (5)
- العراق (3)
- الجزائر (3)
- سوريا (2)
- الكويت (2)
- ليبيا (1)